# Liste des œuvres de Louise Farrenc

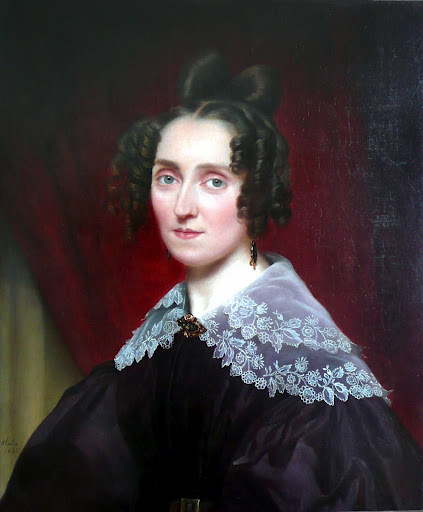
Louise Farrenc peinte par Luigi Rubio (1835).

Cette liste regroupe les œuvres de Louise Farrenc portant un numéro d'opus, telles que recensées dans la monographie de Catherine Legras consacrée à la compositrice en 2003.
Lorsque la date de composition est connue, elle est indiquée. À défaut, les dates entre parenthèses sont celles de publication.

## Liste des œuvres
| Légende             |
| Musique symphonique |
| Musique de chambre  |
| Musique pour piano  |

| no d'opus | Titre                                                     | Genre                 | Date        | Notes |
| --------- | --------------------------------------------------------- | --------------------- | ----------- | --- |
| 1         |                                                           |                       |             | Non utilisé |
| 2         | Variations brillantes sur un thème d'Aristide Farrenc     | Variations pour piano | (1825)      | pour piano |
| 3         |                                                           |                       |             | Non utilisé |
| 4         | Grandes variations sur l'air « Le premier pas »           | Variations pour piano | (1825)      | pour piano seul ; existe aussi pour piano et cordes |
| 5         | Variations sur un air de la Cenerentola                   | Variations pour piano | (1829)      | thème de Rossini (La Cenerentola) |
| 6         | Variations sur l'air « Tendre musette »                   | Variations pour piano | (1828)      | air ô ma tendre musette (attribué à Monsigny) |
| 7         | Air suisse varié                                          | Variations pour piano | (1832)      | pour piano |
| 8         | Trois rondos faciles                                      | Rondo pour piano      | (1828)      | pour piano |
| 9         | Rondo brillant sur un chœur du Pirate                     | Rondo pour piano      | (1833)      | thème de Bellini (Il Pirata) |
| 10        | Variations brillantes sur un thème du Colporteur          | Variations pour piano | (1828)      | thème de George Onslow (Le Colporteur) |
| 11        | Rondo brillant sur des thèmes d'Eurianthe                 | Rondo pour piano      | (1833)      | thème de Weber (Eurianthe) |
| 12        | Variations sur une galopade favorite                      | Variations pour piano | (1833)      | pour piano |
| 13        | Rondo brillant sur une cavatine de Zelmire                | Rondo pour piano      | (1833)      | thème de Rossini (Zelmira) |
| 14        | Les Italiennes, trois cavatines variées                   | Variations pour piano | (1835)      | thèmes de Bellini et Carafa |
| 15        | Variations sur la cavatine de Anna Bolena                 | Variations pour piano | (1835)      | thème de Donizetti (Anna Bolena) |
| 16        | Les Allemandes, deux mélodies favorites variées           | Variations pour piano | (1835-1836) | pour piano |
| 17        | Air russe varié                                           | Variations pour piano | (1835-1836) | pour piano |
| 18        | La Sylphide, rondo valse sur un motif de Masini           | Rondo pour piano      | (ca 1836)   | pour piano |
| 19        | Souvenir des Huguenots, fantaisie et variations           | Variations pour piano | (ca 1837)   | d'après Meyerbeer (Les Huguenots) |
| 20        | Variations concertantes sur un air suisse                 | Musique de chambre    | (1835-1836) | duo pour piano et violon |
| 21        | Les jours heureux, quatre rondinos sur des thèmes favoris | Rondo pour piano      | (ca 1837)   | pour piano |
| 22        | Fugues                                                    | Pièce pour piano      | 1833        | pour piano |
| 23        | Ouverture no 1                                            | Musique symphonique   | 1834        | ouverture pour orchestre en mi mineur |
| 24        | Ouverture no 2                                            | Musique symphonique   | 1834        | ouverture pour orchestre en mi bémol majeur |
| 25        | Grandes Variations sur un thème du comte Gallenberg       | Musique concertante   | (ca 1838)   | pour piano et orchestre |
| 26        | Trente études dans tous les tons majeurs et mineurs       | Études pour piano     | (1839)      | pour piano |
| 27        | Hymne russe varié                                         | Variations pour piano | (1839)      | pour piano |
| 28        | Variations sur un thème allemand                          | Variations pour piano | (1839)      | pour piano |
| 29        | Variations sur un thème des Capuleti                      | Variations pour piano | (1839)      | pour piano à quatre mains, sur un thème de Bellini (I Capuleti e i Montecchi) |
| 30        | Quintette no 1                                            | Musique de chambre    | 1839-1840   | quintette en la mineur, pour piano, violon, alto, violoncelle et contrebasse 1/ Adagio — Allegro ; 2/ Adagio non troppo ; 3/ Scherzo. Presto ; 4/ Finale. Allegro                              |
| 31        | Quintette no 2                                            | Musique de chambre    | 1839-1840   | quintette en mi majeur, pour piano, violon, alto, violoncelle et contrebasse 1/ Andante sostenuto – Allegro grazioso ; 2/ Grave; 3/ Scherzo. Vivace ; 4/ Finale. Allegro                       |
| 32        | Symphonie no 1                                            | Musique symphonique   | 1841        | symphonie en ut mineur, pour orchestre 1/ Andante sostenuto — Allegro ; 2/ Adagio cantabile ; 3/ Minuetto. Moderato ; 4/ Allegro assai                                                         |
| 33        | Trio no 1                                                 | Musique de chambre    | 1844        | trio en mi bémol majeur, pour piano, violon et violoncelle |
| 34        | Trio no 2                                                 | Musique de chambre    | 1845        | trio en ré majeur, pour piano, violon et violoncelle 1/ Andante — Allegro ; 2/ Tema con variazioni ; 3/ Finale — Allegro                                                                       |
| 35        | Symphonie no 2                                            | Musique symphonique   | 1845        | symphonie en ré majeur, pour orchestre 1/ Andante — Allegro ; 2/ Andante ; 3/ Scherzo. Vivace ; 4/ Andante — Allegro                                                                           |
| 36        | Symphonie no 3                                            | Musique symphonique   | 1847        | symphonie en sol mineur, pour orchestre 1/ Adagio — Allegro ; 2/ Adagio cantabile ; 3/ Scherzo. Vivace ; 4/ Finale — Allegro                                                                   |
| 37        | Sonate pour piano et violon no 1                          | Musique de chambre    | (1850-1855) | sonate en do mineur, pour violon et piano |
| 38        | Nonette                                                   | Musique de chambre    | 1849        | nonette en mi bémol majeur, pour flûte, hautbois, clarinette, cor, basson, violon, alto, violoncelle et contrebasse 1/ Allegro grazioso ; 2/ Scherzo. Allegro ; 3/ Adagio ; 4/ Finale. Allegro |
| 39        | Sonate pour piano et violon no 2                          | Musique de chambre    | (1850-1855) | sonate en la majeur, pour violon et piano 1/ Allegro grazioso ; 2/ Scherzo. Allegro ; 3/ Adagio ; 4/ Finale. Allegro                                                                           |
| 40        | Sextuor                                                   | Musique de chambre    | 1851-1852   | sextuor en do mineur, pour piano, flûte, hautbois, clarinette, cor et basson 1/ Allegro ; 2/ Andante sostenuto ; 3/ Allegro vivace                                                             |
| 41        | Douze études brillantes                                   | Études pour piano     | (ca 1853)   | pour piano |
| 42        | Vingt études de moyenne difficulté                        | Études pour piano     | (1855)      | pour piano |
| 43        | Mélodie                                                   | Pièce pour piano      | (1858)      | pour piano |
| 44        | Trio no 3                                                 | Musique de chambre    | ca 1856     | trio en mi bémol majeur, pour clarinette, violoncelle et piano 1/ Andante – Allegro moderato ; 2/ Adagio ; 3/ Menuet ; 4/ Finale. Allegro                                                      |
| 45        | Trio no 4                                                 | Musique de chambre    | ca 1857     | trio en mi mineur, pour flûte, violoncelle et piano 1/ Andante deciso ; 2/ Andante ; 3/ Scherzo. Vivace ; 4/ Finale. Presto                                                                    |
| 46        | Sonate pour piano et violoncelle                          | Musique de chambre    | (1858)      | sonate en si bémol majeur, pour violoncelle et piano 1/ Allegro moderato ; 2/ Andante sostenuto ; 3/ Finale. Allegro                                                                           |
| 47        | Scherzo                                                   | Pièce pour piano      | (1858)      | pour piano |
| 48        | Valse brillante                                           | Pièce pour piano      | (1859-1863) | pour piano |
| 49        | Nocturne                                                  | Pièce pour piano      | (1859-1863) | pour piano |
| 50        | Ving-cinq études faciles                                  | Études pour piano     | (1859-1863) | pour piano |
| 51        | Valse brillante no 2                                      | Pièce pour piano      | (1864)      | pour piano |